# Російський чорний тер'єр
Росі́йський чорний тер'єр (англ. Russian black terrier) — порода сторожових собак. Неофіційна назва тварини «собака Сталіна» надана через те, що спочатку чорних тер'єрів використовували для охорони ГУЛАГів та в'язниць на півночі СРСР.

## Загальні дані
Російський чорний тер'єр був виведений в другій половині XX століття в СРСР, шляхом схрещення великого шнауцера, ердельтер'єра, ротвейлера та ньюфаундленда. Досліди проходили в радянському розпліднику «Червона зірка» (рос. «Красная звезда»), куди надійшло державне замовлення на виведення службово-сторожових собак для північних в'язниць і таборів. Пес повинен був бути морозостійким та фізично сильним.

## Зовнішній вигляд
Собаки цієї породи сильні, витривалі, вищі середнього зросту, мають масивний кістяк. Шкіра тер'єрів щільна та еластична. Шерсть жорстка та чорна, покриває все тіло тварини, на голові вона утворює вуса, бороду та чуб. Очі собаки темного кольору, овальні та невеликого розміру. Голова довга, в черепній частині помітно розширена. Щелепи та зуби сильні. Вуха трикутної форми, висять на хрящах. Загривок високий. Лапи широкі й довгі. Спина рівна та пряма.
Природне линяння відсутнє.

## Характер
Характер тварини веселий, впевнений, допитливий та енергійний. Собака здебільшого не довіряє нікому окрім господаря, зла до чужих. Завдяки цьому вона часто використовується як гарний службовий та сторожовий пес.
З недоліків поведінки російського чорного тер'єра можна виділити його млявість, зайву збудливість та боязкість.

## Галерея

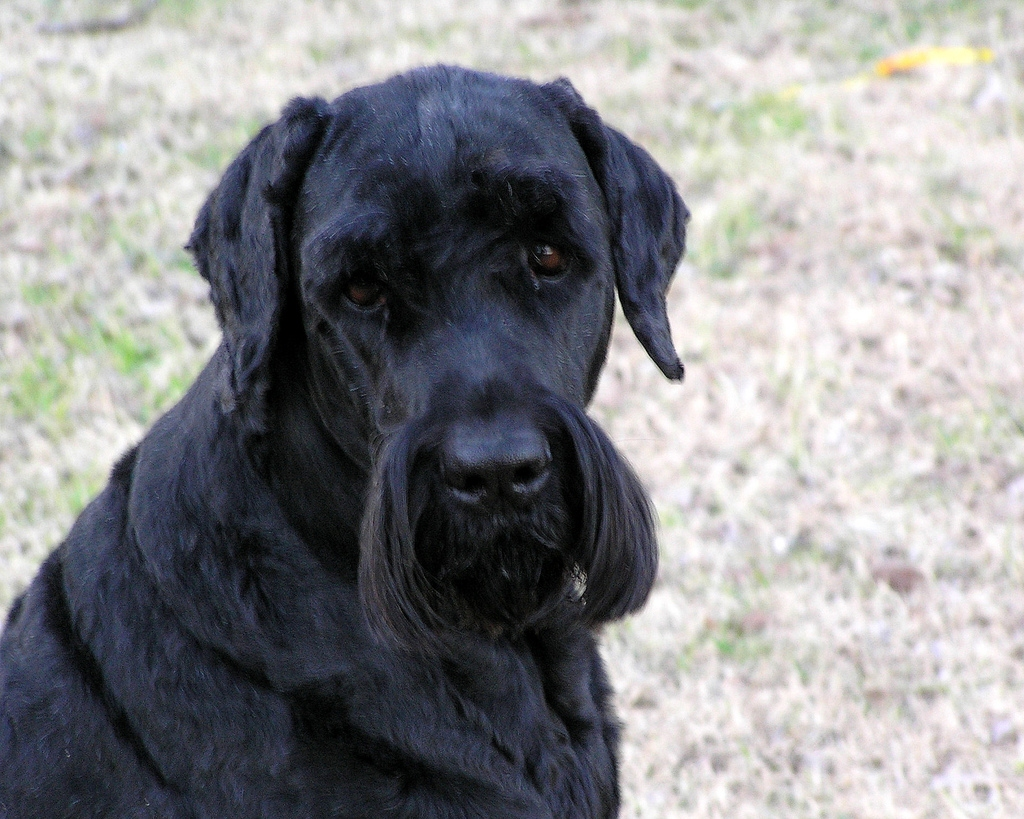
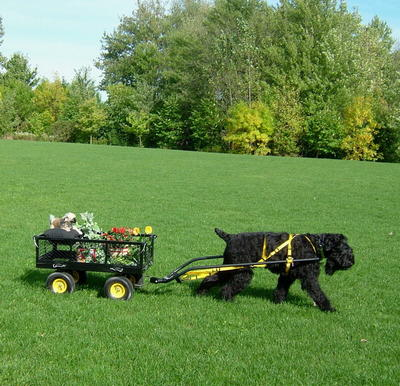
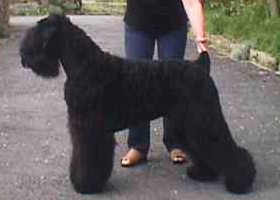

## Див також
- Інтелектуальна непокора
- Чорний тер'єр (укр.)